# Oceanotitan
Oceanotitan ("oceánský titán") byl rod sauropodního dinosaura, objevený v západní Evropě. Tento velký býložravý zástupce kladu Somphospondyli byl objeven v sedimentech souvrství Praia da Amoreira-Porto Novo na území Portugalska. Žil na konci období jury (stupně kimmeridž až tithon), asi před 152 miliony let. Formálně byl popsán v květnu roku 2019.

## Zařazení
Fylogenetická analýza určila, že tento sauropod je pravděpodobně bazálním somfospondylem (titanosauriformem), s příbuzenskými vazbami k dalším somfospondylům (například rodům Tangvayosaurus and Phuwiangosaurus) i turiasaurům. Společné znaky měl například také s rodem Mierasaurus.